# Велика Румунија
Велика Румунија (рум. România Mare) је назив за Краљевину Румунију у периоду између Првог светског рата и Другог светског рата (1919—1940), када је обухватала Влашку, Трансилванију, део Баната, Буковину, Марамуреш, Кришану, Бесарабију и целу Добруџу. Румунија је тада имала површину од 294.967 km². Данашња Румунија чини 80% некадашње територије Велике Румуније, што је 238.391 km ². Према попису становништва из 1930. године, у Великој Румунији је живело 18.052.896 становника од којих су 71,9% чинили Румуни, 7,9% Секељи (Мађари), 4% Немци и остале нације.

## Уједињење Румуније и Бесарабије
Приликом потписивања мира у Букурешту 1812. године између Османског царства и Русије, Русија је издејствовала да присвоји себи источну половину територије Кнежевине Молдавије укљулујући Хотин и Буџак (јужна Бесарабија). У почетку, Руси су користили име „Област Молдавије и Бесарабије“, дозвољавајући висок степен аутономије тих области, али су 1828. године суспендовала локални административни апарат, створивши од поменутих територија губернију познату под именом Бесарабија. Док је северноисточни део Молдавије, под називом Буковина, на сличан начин припојен Хабзбурзима, западни део је остао аутономна кнежевина у односу на Османско царство, да би се 1859. године ујединио са Влашком. Након потписивања мира у Паризу године 1856, источни део Молдавије враћен је Кнежевини Молдавији, али је након руско-турског рата поново морао бити враћен Русији.
Приликом анексије, румунска популација у овој регији била је доминантна. Колонизацијом овог региона крајем двадесетога века дошло је до великог пораста учешћа руског, украјинског и козачког становништва. Такође, у исто време придошло је доста бугарских емиграната, што је повећало популацију словенског живља више од петине од укупне популације према попису из 1920. Досељавањем разних нација попут Гагауза, Јевреја, па чак и Немаца, проценат румунског живља спао је са 90% на 64% крајем деветнаестога века. Царистичка политика у Бесарабији подржавала је денационализацију румунског елемента забрањујући после шездесетих година деветнаестога века школе и верске обреде на румунском. Међутим, ефекат је био више екстремно ниска писменост (према попису из 1897. године 18% за мушкарце, а 4% за жене), него денационализација. Неки румунски историчари наводе да је јак осећај фрустрације и незадовољства под руском влашћу почео да се јавља пре почетка Првог светског рата.
Бесарабија, проглашавајући свој суверенитет као Молдавска Демократска Република 1917. године од стране новоформираног „Савета земље“ (рум. Sfatul Ţării), била је суочена са неуредним повлачењем расформисане руске војске кроз њену територију. Јануара 1918. године Савет је позвао румунску војску да заштити провинцију од бољшевика. Након проглашења независности од Русије 24. јануара 1918. године, Савет је гласао за унију с Румунијом 9. априла 1918.: од 138 посланика, 86 је гласало за, 3 против, а 36 је остало уздржано (већином су то били мањина, 36% у то време), 13 посланика се није појавило.

## Уједињење Румуније са Трансилванијом
Трансилванија се прикључила Румунији 1. децембра 1918. године „Прокламацијом о уједињењу“ донетој у Алба Јулији где је усвојена од стране трансилванских 25. новембра 1918. Румуна, и подржана од стране Депутације трансилванских Саксонаца (Саси). Становништво којем је мађарски био матерњи језик, које је тада чинило 32% од укупног становништва (укључујући и велику јеврејску заједницу), и Немци из Баната нису изабрани у Депутацији, због сумње да ће подржати владу у Будимпешти.
Узрок мађарско-румунског рата из 1919. био је управо то проглашење уједињења Трансилваније са Румунијом без питања Мађара. Априла наредне године бољшевици су дошли на власт у Мађарској, обећавши да ће повратити све изгубљене територије, укљујучујући и Трансилванију. У рат је било ангажовано по 120.000 војника на обе стране. Уништавањем Мађарске Совјетске Републике и румунском окупацијом већег дела Мађарске, укључујући и град Будимпешту, завршен је овај рат августа 1919. године. Румуни су се повукли из Мађарске марта 1920. године.

## Уједињење Румуније са Марамурешом, Кришаном и Банатом
Уједињење Трансилваније, Марамуреша, Кришана и источног дела Баната са Румунијом је потврђено приликом потписивања мира у Тријанону 1920. године, где је Румунији признат суверенитет ових територија, и где је направљено разграничење између Краљевине Мађарске и Краљевине Румуније.

## Уједињење Румуније са Буковином и Бесарабијом
Уједињење аустроугарског дела Буковине и Бесарабије са Румунијом потврђено је 1920. године приликом потписивања мира у Версају. Румунија је претходно стекла Јужну Добруџу коју је окупирала од Бугарске за време Другог Балканског рата (1913).

## Велика Румунија између два рата
У оквиру нове централистички уређене државе, ојачале су традиционалне везе између повинција уједињених с матицом (Влашка), а ревалоризацијом природних и људских ресурса дошло је до остварења спектакуларног напретка у међуратном периоду на економској и културној бази.
Главна економска грана била је пољопривреда, имајући у виду обрадиву површину од 14,6 милиона хектара, педоклиматске услове и структуру становништва која је углавном била рурална (79,3% према попису из 1930. године). Након аграрне реформе из 1921. године - највеће од низа оних које су спроведене у Европи након рата - извршена је експропријација над више од 6,3 милиона хектара, и тиме Велика Румунија постаје земља малих велепоседника.
Структура руралне имовине и недостатак средства експлоатације земљиштва спутавала је развој пољопривреде ове земље. Међутим, пољопривредна производња подигнута је као резултат смањења цена производа ручне израде. У односу на 1922. годину, 1929. године забалежен је раст пољопривредних производа 140% више.
Пољопривреда је погођена у периоду 1929—1933. тешким падом вредности агропродуката, због чега су многи пали у огромне дугове. Као резултат предузимања неких охрабрујућих мера, и уз помоћ техничке опреме, инвестиције су повећане, те се Румунија нашла на петом месту у свету што се тиче агропродукције.
У шумарству, шумске површине порасле су након 1918. године са 2,5 милиона хектара на 7,3 милиона. Пољопривреда и шумарство допринели су повећању на 30% и 38% националног доходка, подржавајући остале гране привреде.
Као и пољопривреда, и индустрија је претрпела много штете због рата и велике светске економске кризе. Као резултат заштитних мера предузетих од стране државе, и уз велики напор, индустрија се развила, достигавши 1938. године највећи степен икада. Године 1937. у функцији је било 3.512 фабрика, које су имале погон од 723.000 коњских снага, и које су допринеле да се инвестициони капитал са 51.758 милиона леја повећа на 64.497, захваљујући особљу које је бројало 278.889 запослених. У неким областима, почев од хемијске индустрије, преко металургије, прехрамбрене и текстилне индустрије, примећен је спектакуларни скок. Машинско-инжињерска индустрија добила је у неким остварењима стварно достигнуће, као што су нпр. технички параметри мотора који су се производили у Решици (рум. Reşiţa) или авиони које су правиле четири фабрике у земљи. У међуратном периоду Румунија се нашла на првом месту у Европи и шестом месту у свету по производњи нафте, а на другом месту у Европи по производњи злата и метан-гаса. Иако је индустријски допринос на тоталном друштвеном доходку био 33%, проценат становника запосленог у овој области био је 10,2%. Степен развијености индустрије разликовао се од регије до регије, али и од техничке опреме.
Што се тиче саобраћаја, Румунија је предузела мере за преправљање и продужење пруга и путева. Само између 1936-38. асфалтирало се око 1600 км. Захваљујући румунској поморској служби и румунским речним одредима изграђене су нове луке. Пошта и телеграфско-телефонска услуга су биле опремљене у оно време савременом опремом.
Румунија је, што се тиче ваздушног саобраћаја, прешла од орташтва са Француском на Међународној авионској компанији из 1920. године на успостављању прве националне линије Букурешт-Чернауци (рум. București-Cernăuţi) што се десило 1926. године.
Немачки аншлус Аустрије (12. март 1938. год.) и крај чехословачке кризе који је прошао осамостаљивањем Словачке и падом Чешке под немачку управу, пропраћени су у Румунији са забринутошћу.
Рат који је надолазио нашао је Румунију изоловану на међународном плану, јер је Мала Антанта престала да постоји онога часа када је чехословачка судетске област предата Немачкој у Минхену 29/30. септембра 1938.
Под притиском немачке економске концесије, у пролеће 1939. године Румунија је потписала са Немачком комерцијални уговор. У исто време закључен је комерцијални уговор и са Француском и Енглеском.

## Распад Велике Румуније
Румунија је задржала ове границе до 1940. године, када је изгубила Бесарабију и Северну Буковину након потписивања споразума Рибентроп-Молотов 23. августа 1939. године. Након друге бечке арбитраже 30. августа 1940. године губи знатни део територија Северне Трансилваније (укључујући Марамуреш и део Кришане), која улази у састав Хортијеве Мађарске. На крају губи и Јужну Добруџу, коју враћа Бугарској, споразумом у Крајови.
Током Другог светског рата Румунија је у савезу са силама Осовине заузела Бесарабију и била награђена одређеним територијалним добитком на уштрб Совјетског Сваеза (Придњестровље или западни Едисан или западна Нова Русија, које су на крају рата изгубљене и морале бити враћене). После рата, Румунија је повратила Трансилванију изгубљену Другом арбитражом у Бечу, али не и Јужну Добруџу, коју је задржала Бугарска, и делове које је заузео Совјетски Савез. Године 1948. споразумом између Совјетског Савеза и окупиране Румуније, Совјети су успели да добију четири ненастањена острва, три у делти Дунава, а једно у Црном мору (Змијско острво), које се касније међу Совјетима прозвало „рај за шпијуне“.

## Термин „Велика Румунија“ и његова употреба
Оригинални термин „România Mare“, или Велика Румунија, који носи у себи иредентистички призвук, користи се у контексту када је реч о реинтеграцији територија које наводно деле румунску културу и језик. Термин се чешће користио после споразума у Тријанону, када је као резултат тог споразума Трансилванија отцепљена од Мађарске и припојена Румунији. Тако је Краљевина Румунија под краљем Фердинандом I Хоенцолерном обухватила углавном све провинције где су Румуни представљали већинско становништво (Трансилванија, Буковина, Бесарабија), у поређењу са старим краљевством под Каролом I које је обухватало Влашку, Молдавију и Добруџу. Алтернативни назив за „România Mare“ скован је у исто време кад и „România Întregită“, што у преводу значи „Целовита Румунија“.

## Галерија
- Румунија након Другог светског рата.
- Локација Змијског острва у Црном мору.
- Територије насељене већинским румунским живљем пре територијалног проширења Румуније